# Seleção Catariana de Futebol Sub-20
A Seleção Catariana de Futebol Sub-20, também conhecida por Catar Sub-20, é a seleção qatariana de futebol formada por jogadores com idade inferior a 20 anos.